# 蒙埃羅

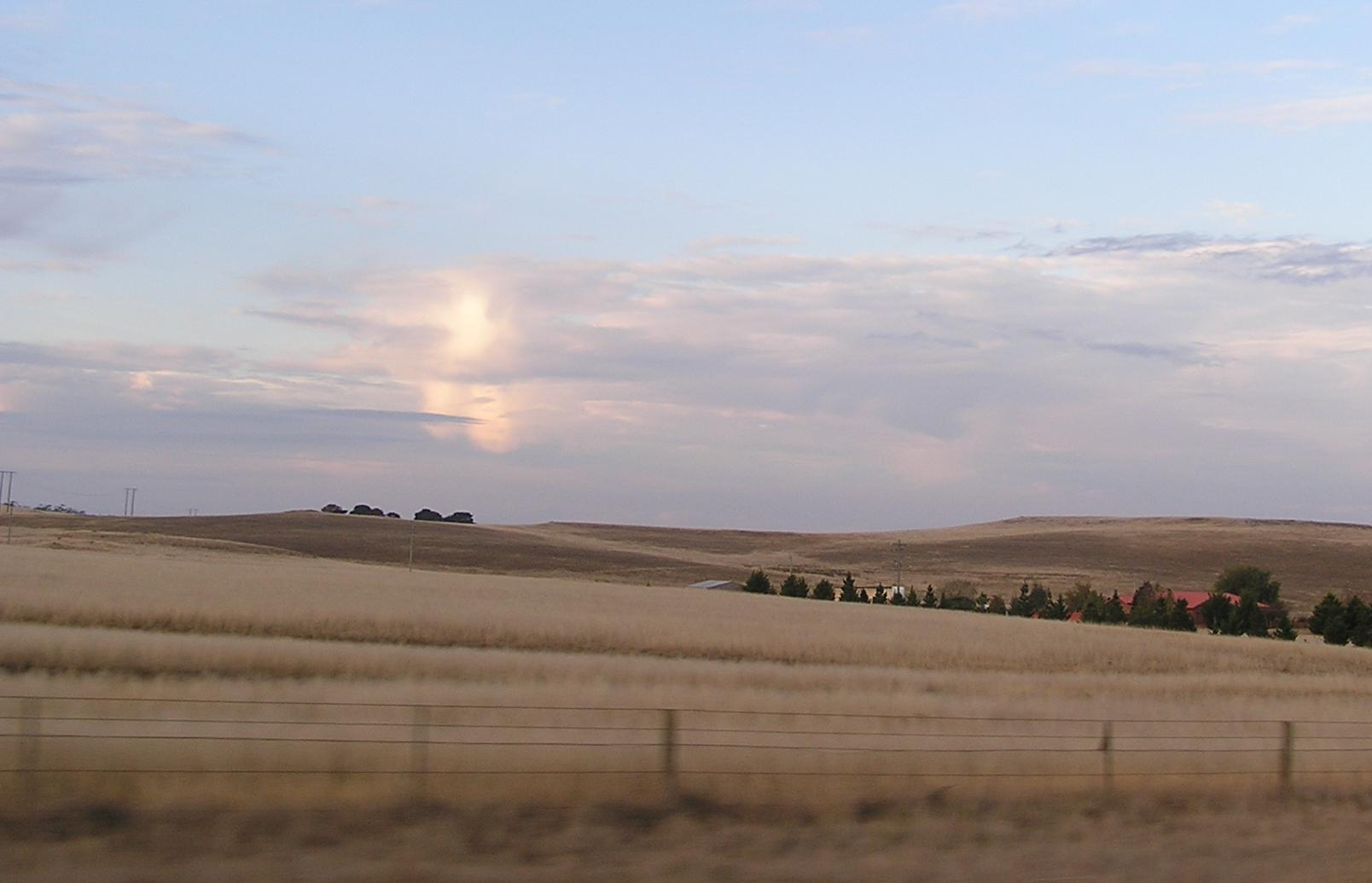
蒙埃羅风光

蒙埃羅（英語發音：mon-air'-ro）是澳大利亞新南威爾斯州南部的地區，是一片高於海平面千餘公尺的古老高原。蒙埃羅地區幅員小；因地理特色的關係，維多利亞州的部份地區與澳大利亞首都特區全境亦屬蒙埃羅地區。此地區內的多數城鎮與坎培拉關係密切。
此地區因蘊藏一種稀有土壤，地理上緊鄰著藍山和雪山，因此州政府素來重視當地的水土保持、森林保育及原住民的文化資源。
當地最主要的報社為《蒙埃羅郵報》。

## 外部連結
- Manoco Region, New South Wales （页面存档备份，存于）
- Monaro Post （页面存档备份，存于）